# Naifanchi

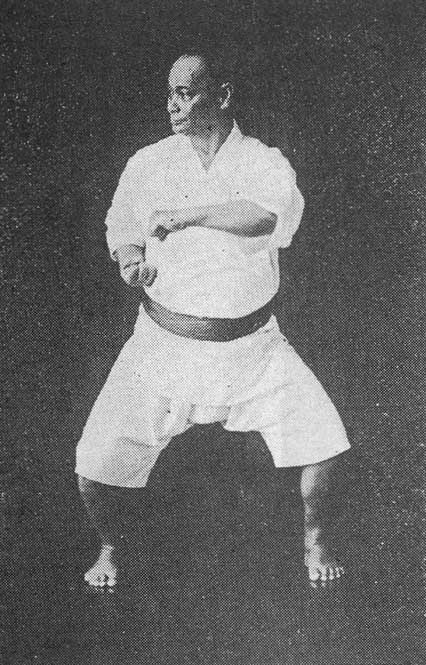
Võ sư Motobu Choki đang thực hành Naifanchi.

Naifanchi là một bài kata trong môn võ Karate. Từ xưa đã có câu: "Karate khởi đầu bằng Naifanchi, kết thúc cũng bài Naifanchi", hàm ý rằng Naifanchi là một bài kata cơ bản không thể thiếu đối với người bắt đầu luyện tập Karate. Các lưu phái Karate thuộc hệ Shuri-te và Tomari-te là những lưu phái chú trọng nhất tới Naifanchi.

## Khái quát
Naifanchi vốn là bài kata cơ bản dành cho người bắt đầu luyện tập Karate ở vùng Shuri (kinh đô vương quốc Ryukyu) và Tomari. Chibana Chōshin, người sáng lập lưu phái Karate Shōrin-ryu, kể về sư phụ của mình là Itosu Ankō, đại cao thủ Karate phái Shuri-te: "Thầy chúng tôi lấy Naifanchi làm bài cơ bản để dạy". Điều này khẳng định tầm quan trọng của Naifanchi. Có sự hiểu lầm rằng Itosu chế ra bài Pin'an (Heian) để dạy cho đồ đệ thay cho bài Naifanchi. Thực ra, kể cả khi đã chế ra bài Pin'an, ông vẫn dạy duy nhất bài Naifanchi tại trường Sư phạm Tỉnh Okinawa. Gima Shinken người có công phổ biến Karate phái Shotokan kể rằng thời học tại trường Sư phạm Tỉnh Okinawa, ông chỉ luyện duy nhất bài Naifanchi trong suốt 5 năm trời dưới sự hướng dẫn của Yabu Kentsū. Ngay cả giờ thể dục, giờ luyện tập thể thao, đại hội Karate, đại hội thể dục mùa thu hàng năm cũng chỉ diễn duy nhất bài Naifanchi. Tóm lại, Itosu, Yabu và Gima đều rất thích bài Naifanchi. Có quan điểm nhìn nhận Naifanchi chỉ là bài kata để rèn luyện, song một đệ tử của Itosu là Motobu Choki đã phát biểu rằng: "Thành thục Naifanchi là để trụ vững khi thực chiến, thành thục Naifanchi sẽ thể hiểu ra nhiều ý nghĩa của từng động tác". Như vậy, Naifanchi không đơn thuần là bài kata để luyện tập mà còn là bài quyền thực chiến. Motobu Choki rất coi trọng Naifanchi. Ngoài ra, Ōtsuka Hironori, người đã được Motobu Choki dạy cho Naifanchi và sau này lập nên phái Wadō-ryū Karate, phát biểu rằng: "Thời xưa, đây (Naifanchi) là bài kata khó mà mỗi thao tác phải luyện tới 3 năm, luyện cả đời không xong nổi cả bài".

## Tên gọi và biểu ký
Naifanchi là cách gọi theo phương ngữ Ryukyu. Tiếng Nhật phổ thông phát âm thành Naihanchi. Naifanchi khi thể hiện bằng chữ Hán có nhiều cách và do đó nghĩa của từ này cũng được diễn giải theo nhiều cách. Do sự thiếu thống nhất này, Naifanchi trong tiếng Nhật thường được viết bằng katakana thành ナイファンチ và ナイハンチ.

## Các chủng loại
Naifanchi bao gồm ba bài: Naifanchi Shodan, Naifanchi Nidan và Naifanchi Sandan. Trong đó, quan trọng nhất là bài Naifanchi Shodan.
Giữa các lưu phái khác nhau, bài Naifanchi có thể có những khác biệt. Ví dụ, ở phái Shurite động tác đầu tiên của Naifanchi là bước về phía phải thì ở phái Tomarite lại là tiến về phía trái.

## Đặc trưng
Đây là bài kata mà các thao tác mang tính hệ thống cao, sử dụng trung bình tấn để rèn luyện chân và đầu gối, có nhiều thao tác khó thành thục được. Hướng di chuyển và hướng mục tiêu của đòn đánh thường là ở hai bên của người luyện tập.
Chính vì khó luyện, nên hiện nay có một số phái Karate hoặc võ đường Karate chỉ dùng Naifanchi để huấn luyện môn sinh từ đai nâu trở lên. Còn ở các cấp trước đai nâu, môn sinh được học các bài kata như Kihongata hoặc Fukugata.

## Naifanchi và Tekki
Khi sáng lập phái Shotokan, Funakoshi Gichin đã sửa chữa bài Naifanchi một chút và đổi tên thành Tekki (鉄騎) làm một bài kata cơ bản của phái Shotokan.